# Gödersklingen
Gödersklingen (fränkisch: Gädasch-glínga) ist ein Gemeindeteil der Marktes Lehrberg im Landkreis Ansbach (Mittelfranken, Bayern). Gödersklingen liegt in der Gemarkung Brünst.

## Geografie
Unmittelbar westlich des Dorfs bei den Schleiseweihern entspringt der Zellbach, der mit dem Wernsbach (rechts) zur Rippach zusammenfließt. Im Westen grenzt das Waldgebiet Zimmerlach mit dem Forschenbuck (468 m ü. NHN) an, 0,75 km südlich liegen die Brandhölzer, 0,5 km östlich liegen die Oberen Hölzer.
Gemeindeverbindungsstraßen führen nach Wüstendorf (1,5 km südöstlich), zur Staatsstraße 2255 (0,3 km westlich) zwischen Ansbach (8 km südlich) und Rügland  (4 km nordöstlich) und die St 2255 kreuzend nach Kettenhöfstetten (2,2 km nordwestlich).

## Geschichte
Der Ort wurde Im Würzburger Lehenbuch, das zwischen 1303 und 1313 entstanden ist, als „Götlingsclingen“ erstmals urkundlich erwähnt. Der Ortsname leitet sich wahrscheinlich von einem gleichlautenden Flurnamen ab, wobei das Grundwort „–clingen“ auf eine Talenge verweist. Die Bedeutung des Bestimmungswortes „Götling“ ist unklar, vermutlich leitet sich aber das Wort von einem Personennamen ab. Die Herren von Heideck hatten zu dieser Zeit die Grundherrschaft und Vogtei über 31⁄2 Huben. 1404 verkauften Friedrich und Johann von Heideck ihren Besitz an das Gumbertusstift. Im Dreißigjährigen Krieg war der Ort bis auf zwei Häuser verödet.
Gegen Ende des 18. Jahrhunderts gab es in Gödersklingen 17 Anwesen (6 Halbhöfe, 3 Güter, 5 Gütlein, 1 Halbgut, 2 Leerhäuser) und ein Gemeindehirtenhaus. Das Hochgericht übte das brandenburg-ansbachische Hofkastenamt Ansbach aus. Die Dorf- und Gemeindeherrschaft und die Grundherrschaft über alle Anwesen hatte das Stiftsamt Ansbach. Es gab zu dieser Zeit 19 Untertansfamilien. Von 1797 bis 1808 unterstand der Ort dem Justiz- und Kammeramt Ansbach.
Im Rahmen des Gemeindeedikts wurde Gödersklingen dem 1808 gebildeten Steuerdistrikt Brünst und der 1811 gegründeten Ruralgemeinde Brünst zugeordnet. Im Zuge der Gebietsreform in Bayern wurde diese am 1. Januar 1978 nach Lehrberg eingemeindet.

## Einwohnerentwicklung
| Jahr      | 001818 | 001840 | 001861 | 001871 | 001885 | 001900 | 001925 | 001950 | 001961 | 001970 | 001987 | 002008 |
| Einwohner | 88     | 93     | 114    | 104    | 86     | 87     | 86     | 107    | 85     | 83     | 77     | 80     |
| Häuser    | 18     | 20     |        |        | 19     | 20     | 18     | 18     | 18     |        | 19     |        |
| Quelle    | [ 16 ] | [ 17 ] | [ 18 ] | [ 19 ] | [ 20 ] | [ 21 ] | [ 22 ] | [ 23 ] | [ 24 ] | [ 25 ] | [ 26 ] | [ 1 ]  |

## Religion
Der Ort ist seit der Reformation evangelisch-lutherisch geprägt und bis heute nach St. Johannes (Wernsbach bei Ansbach) gepfarrt. Die Einwohner römisch-katholischer Konfession waren zunächst nach St. Ludwig (Ansbach) gepfarrt, seit 1970 ist die Pfarrei Christ König (Ansbach) zuständig.